# Aranyszájú Szent János

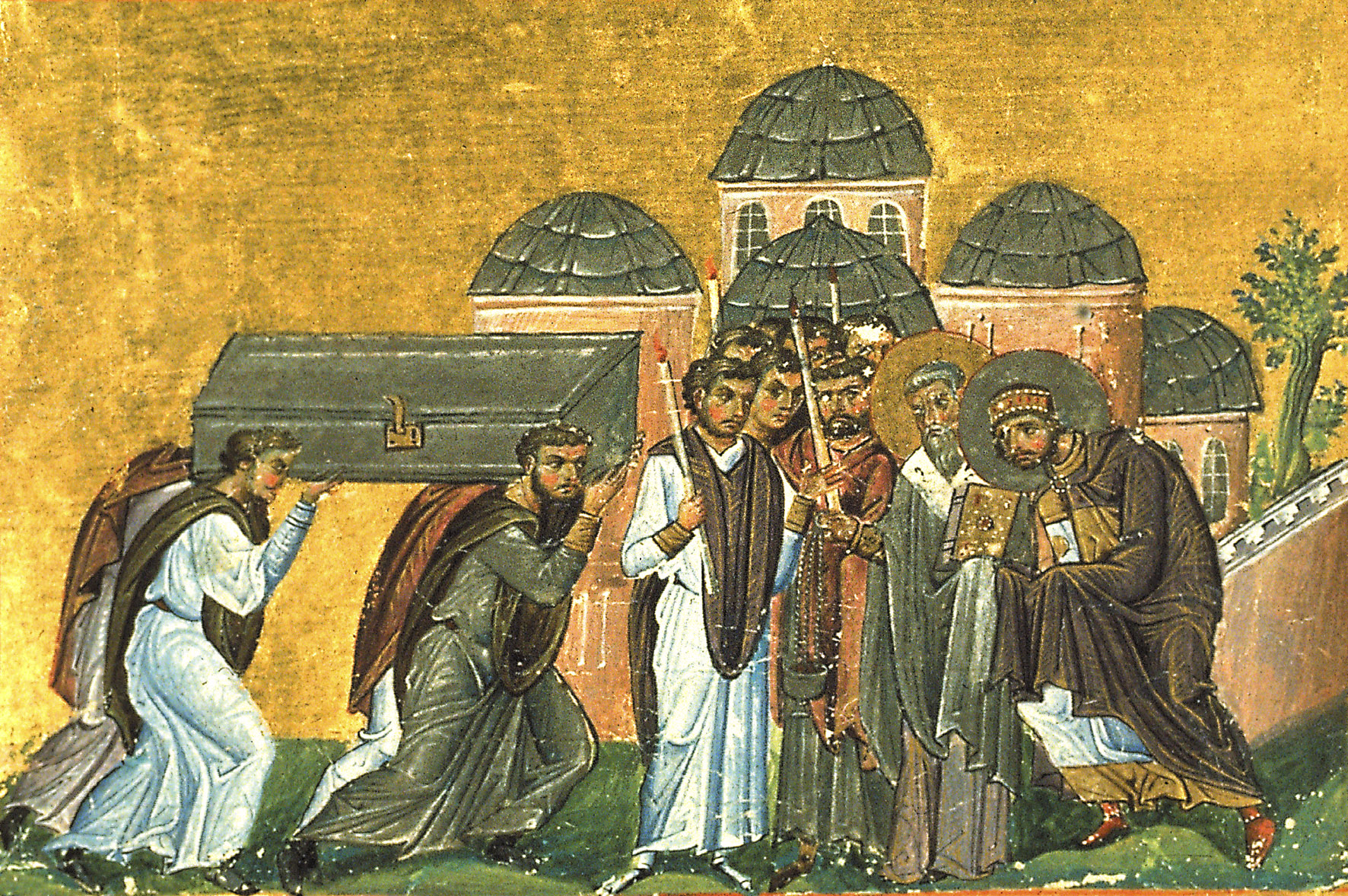
Aranyszájú Szent János ereklyéit Konstantinápolyba viszik a Szent Apostolok templomába

Khrüszosztomosz János vagy egyházi nevén Aranyszájú Szent János (görög betűkkel Ἰωάννης ὁ Χρυσόστομος, Jóannész Khrüszosztomosz, latinul Iohannes Chrysostomos), (Antiokheia, 344–347 között – Komana (Pontosz), 407. szeptember 14.) prédikátor, teológus, egyházatya, egyháztanító, 398-tól 404-ig I. János néven konstantinápolyi pátriárka. Az ékesszólásáról híres Jánost halála után (néhány forrás szerint még életében) chrysostomosnak, aranyszájúnak nevezték. A keleti katolikus egyházak és az ortodox kereszténység a három szent főpap közé sorolja Nagy Szent Vazul és Nazianzi Szent Gergely mellett.

## Élete
Édesapja magas rangú katonatisztként szolgált a császári hadseregben, röviddel János születése után meghalt. Édesanyja egyedül nevelte fel fiát. János 18 éves korában megkeresztelkedett, felvette a tonzúrát, az alsópapsághoz csatlakozva olvasó lett. Édesanyja összeköttetéseinek köszönhetően a szofista iskola híres, görög nyelvű filozófusának, Libaniosznak lett tanítványa, akitől retorikát és irodalmat tanult. Később János teológiát kezdett tanulni Tarzoszi Diodórosznál az antiochiai iskolában. Szozomenosz keresztény történetíró szerint Libániosz azt mondta halálos ágyán, hogy János lett volna utódja, „ha a keresztények nem vitték volna el tőlünk”. 375 körül János remete lett és szigorú aszkéta életet kezdett élni. Két éven keresztül szinte alig aludt, napjait állva töltötte és tanulmányozta a Bibliát. Súlyos gyomor- és vesepanaszok miatt vissza kellett térnie Antiokheiába. 381-ben Melétiosz pátriárka szentelte diakónussá, pappá pedig I. Flávián antiokheiai pátriárka 386-ban. Ékes szavú, nagy hatású prédikációi, a Biblia mélyreható vizsgálata és a mindennapokra vonatkoztatott magyarázata, a szegények ügyének felkarolása rendkívül kedveltté és népszerűvé tette Jánost. Váltig ostorozta a túlzott fényűzést és az anyagi javak harácsolását, és nagy súlyt fektetett a szegények iránti jótékonykodásra. Konstantinápolyban kórházakat alapított a szegények számára.
Antiokheiai szolgálata alatt történt, hogy a felbőszült tömeg összetörte a császár és családtagjainak szobrait. Az antiokheiai pátriárka kénytelen volt elvállalni a közbenjáró szerepét I. Theodosius császárnál. 387-ben nagyböjt idején János 21 prédikációban kérte az embereket, hogy lássák be helytelen viselkedésüket. Sokan megbánták cselekedetüket, és megkeresztelkedtek. 398-ban Eutropius, Arcadius császár minisztere Jánost nevezte ki – akarata ellenére – Konstantinápoly érsekévé. Jánost végtelenül zavarta, hogy a császári udvari protokoll a legmagasabb rangú udvari hivatalnokok fölé helyezte. Elzárkózott a fényűző fogadások elől, és ezzel kivívta a gazdag konstantinápolyi polgárok neheztelését. A papság is elégedetlen volt, mert a városban lézengő szerzeteseknek vissza kellett térniük rendházaikba. Theophilosz alexandriai érsek azért haragudott Jánosra, mert ő is pályázott a konstantinápolyi érseki hivatalra. A támadásra az adott alkalmat, hogy János befogadott négy üldözött szerzetest (az ún. Nagy Testvéreket), akik Órigenész tanait támogatták. Aelia Eudoxia császárné is neheztelt Jánosra, mert elítélte a nők fényűző, kihívó öltözködését. Eudoxia és Theophilosz a 403-ban összehívott ún. Tölgyfa-zsinaton letették Jánost hivatalából Órigenészhez fűződő kapcsolata ürügyén, és száműzetésre ítélték. A felháborodott tömeg felgyújtotta a Hagia Szophiát, ezért Arcadius császár szinte azonnal visszahívta Jánost. De a béke nem tartott sokáig.
Amikor felavatták Eudoxia ezüstszobrát az Augustaion téren a katedrális mellett, János keményen bírálta a császárné tiszteletére rendezett ünnepségeket. „Heródiás újra tombol, újra zavart kelt. És ismét táncol, Szent János fejét akarja ismét a tálon.” Jánost az örmény Kaukázusba száműzték. I. Ince pápa hiába tiltakozott. Küldöttséget indított Konstantinápolyba, de a püspököket Athénben foglyul ejtették és a fellegvárba zárták. Konstantinápolyba el sem jutottak és csak nagy nehézségek árán tudtak visszatérni Itáliába. János leveleket küldözgetett Konstantinápolyba és emiatt még messzebbre űzték, a mai Abházia területén levő Pityuntosba. Útközben meghalt Komanában és utolsó szavai a hagyomány szerint így hangzottak: „Adjunk hálát Istennek mindenért”. Halála után 30 évvel diadalmenet vitte vissza földi maradványait Konstantinápolyba, a Szent Apostolok templomába. János ereklyéit 1204-ben a keresztesek magukkal vitték Rómába. 2004 novemberében II. János Pál pápa visszaadta János földi maradványait I. Bartholomaiosz konstantinápolyi pátriárka kérésére. Az isztambuli Szent György-templomban helyezték el a relikviákat.

## Működése

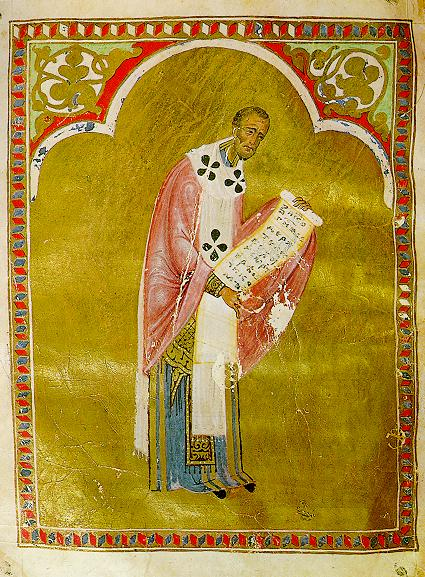
13. századi kódex ikonja (Történeti Múzeum, Moszkva)

János elhatárolódott az ariánusoktól és a Novatianus követőitől, nem foglalkozott a dogmatika apró részleteivel és teológiai vitákkal. A mindennapi életben tanúsított jámborság volt fontos számára és nem a dogmatikához ragaszkodó igazhitűség. János volt a korai egyház legnagyobb szónoka. Számos prédikációt tartott az Újszövetségről, főleg Szent Pál leveleiről és az Ószövetségről, különösen Mózes első könyvéről. 67 beszédet mondott Mózes első könyvéről, 59-et a A zsoltárok könyvéről, 90-et Máté evangéliumáról, 88-at János evangéliumáról, 55-öt pedig az Az apostolok cselekedeteiről. A pulpitusról elmondott 8 vádbeszéde, Adversus Judaeos "A zsidók ellen" az egyház antijudaista politikájának korai megnyilvánulásai. Ezeknek a prédikációinak célja az volt, hogy Isten logikus cselekedetének vegye a keresztény hallgatósága azt, hogy a keresztény közösségek virágoznak és a zsidó gyülekezetekben a régi ünnepek (kürtzengés, illatáldozat stb.) már Istennek nem tetsző, mert nem hallgattak a prófétákra, és aki közülük a legnagyobbra Krisztusra, ezáltal Istenre sem. Beszédeit a hallgatóság jegyezte le és terjesztette. Nagy Szent Vazul és Nazianzi Szent Gergely mellett János is elítélte a szegények kizsákmányolásán keresztül létrehozott luxust és fényűzést. Rendkívül fontosnak tartotta az adakozást, de a szegények lelki, szellemi szükségleteivel is foglalkozott. „Nem az gazdag, aki sokat birtokol, hanem az, aki kevéssel is beéri. Nem az szegény, akinek szinte nincs semmije, hanem az, aki vagyonra vágyik” hirdette János. A korára jellemző társadalmi viszonyokat illetően János arra buzdított, hogy bánjanak emberségesen a rabszolgákkal, tanítsák és képezzék őket, hogy felszabadulásuk után képesek legyenek gondoskodni magukról. Szent Ambrushoz és Hippói Szent Ágostonhoz hasonlóan ő is arra szólította fel a hívőket, hogy Krisztus iránti engedelmességből szabadítsák fel felesleges rabszolgáikat.
Nagy súlyt helyezett a pogányok közötti misszionálásra. A gót Unilát János szentelte pappá, és elküldte a Krímbe, hogy térítse meg a gótokat. Trákia lakosságát is meg akarta téríteni, ezért felszólította a gyülekezet nagybirtokosait, hogy építsenek templomokat. A Perzsia keresztényeinek sorsát is szívén viselte. Személyes küldöttjén keresztül sikerült elérnie, hogy a keresztények iránt türelmesebbek lettek, és engedélyezték a templomok építését is. Igyekezett a régi kultuszokat felszámolni, a pogány szentélyeket bezárni. 401-ben lehetővé tette János, hogy Porfürioszt, Gáza püspökét kihallgatáson fogadja Eudoxia császárné. Ennek eredményeként Arcadius császár fegyveres csapatokat küldött Gázába, és lerombolták a pogány szentélyeket.

## Magyarul megjelent művei
- Egyházi beszédek Aranyszájú Sz. János, Fléchier és Fenelontól; ford. Pongrácz Félix; Érsek-Lyceumi Ny., Eger, 1880
- Dicsőítő beszéd, melyet Eudoxia császárné által száműzött Aranyszájú Sz. János, Kappadociának Cocussus városában tartott Világosító Sz. Gergely emlékünnepén 404. év körül; ford. Ávedik Lukács; Scholtes Ny., Erzsébetváros, 1900 k.
- Aranyszájú Szent János értekezése a papi méltóságról (ford. Bölcskei Lajos), Szeged, 1928, 164 p.
- Aranyszájú Szent János liturgiája a görögkeleti egyház rendszerén a hívek használatára; ford. Popovics János, átdolg., összeáll. Popovics Sz. Konstantin; Ludvig Ny., Miskolc, 1943
- Aranyszájú Szent János Isteni liturgiája. A keleti ortodox hitű magyarok részére; ford., ószláv és román szöveggel egybevet. Berki Feriz, Popovits István; Görög Keleti Hittudományi Főiskola, Bp., 1944
- Az egyházatyák szentbeszédeiből. 2. Aranyszájú Szent János homiliái a róm. levélhez. (szerk. Radó Polikárp, Keresztény remekírók sorozat, Budapest, 1940-es évek)
- Az egyházatyák szentbeszédeiből. 3. Aranyszájú Szent János homiliái a Genezishez. (szerk. Radó Polikárp, Keresztény remekírók sorozat, Budapest, 1940-es évek)
- Aranyszájú Szent János szent és isteni liturgiája; sajtó alá rend. Hajdúdorogi Püspöki Iroda; Orosz Ny., Nyíregyháza, 1949
- A tökéletesség útján. Aranyszájú Szent János és Szent Ambrus a papságról. Válogatás; összeáll. Kránitz Mihály; Szt. Gellért, Bp., 2000
- A Felfoghatatlanról és az Egyszülött dicsőségéről. Kilenc prédikáció az ariánusok ellen; ford., jegyz., bev., utószó Perczel István; Odigitria–Osiris, Bp., 2002 (Odigitria könyvek), ISBN 9633893275, 328 p.
- Beszédek a zsidók ellen; ford., bev., jegyz. Vattamány Gyula; Wesley János Lelkészképző Főiskola, Bp., 2005 ISBN 963-86535-5-8
- Aranyszájú Szent János szent és isteni liturgiája; Hajdúdorogi Egyházmegye, Nyíregyháza, 2010

### Magyar nyelven
- Perczel István: Isten felfoghatatlansága és leereszkedése. Szent Ágoston és Aranyszájú Szent János metafizikája és misztikája; Atlantisz, Bp., 1999 (A kútnál)
- John Norman Davidson Kelly: Golden Mouth: The Story of John Chrysostom-Ascetic, Preacher, Bishop. Ithica, New York, Cornell University Press, 1995. ISBN 0-8014-3189-1 Magyar fordítás: Aranyszájú Szent János, Kairosz Kiadó, Budapest, 2011. ISBN 978 963 662 3678
- J. N. D. Kelly: Aranyszájú Szent János. Szerzetes, prédikátor, püspök; ford. M. Dalnoki Fanni, Rákos-Zichy Johanna, Ürmössy Zsuzsanna, bibliográfia Sághy Marianne; Kairosz, Bp., 2011 (Catena. Monográfiák)
- Aranyszájú Szent János – A szemlélődés és a liturgia mint igazi filozófia IN: Jean-Yves Leloup: Bevezetés az igazi filozófusokhoz – A görög atyák, avagy a nyugati gondolkodás elfelejtett tartománya (ford. Nagy Zsolt Péter), Kairosz Kiadó, Budapest, 2006, ISBN 963 7510 65 6, 119–158. o.
- Papp György: Kálvin és Khrüszosztomosz "párbeszéde" a szabad akaratról az Institutióban. Egy "örökzöld hitvita" teológiai öröksége, tartalma és helye a 21. századi református teológiaművelésben; Hernád, Sárospatak, 2017
- Hanula Gergely: Chrysostomos Szentírás-magyarázata – A Szentírás értelmezése a János evangéliumáról elmondott homíliákban, Kálvin Kiadó, Budapest, 2018, ISBN 9789635584062

### Idegen nyelven
- Rudolf Brändle: Johannes Chrysostomus. Bischof, Reformer, Märtyrer, Stuttgart, Kohlhammer, 1999. ISBN 3-17-013780-8
- Fonrobert, Charlotte. 2010. Jewish Christians, Judaizers, and Anti-Judaism. In Late Ancient Christianity, pp. 234–254. Minneapolis: Fortress Press
- Wilken, Robert Louis. 1983. John Chrysostom and the Jews: Rhetoric and Reality in the Late Fourth Century. Berkeley: University of California Press. ISBN 978-0-520-04757-0 pages 124–126. Cited in CCL 2.0 at John Chrysostom. New World Encyclopedia. 29 Aug 2008